# اوپاین، شهرستان کاوینگتون، آلاباما
اوپاین (به انگلیسی: Opine) یک منطقهٔ مسکونی در ایالات متحده آمریکا است که در آلاباما واقع شده‌است. اوپاین ۱۰۳٫۰۲ متر بالاتر از سطح دریا واقع شده‌است.